# 明知鉄道
明知鉄道株式会社（あけちてつどう、英: Akechi railroad company ）は、岐阜県恵那市に本社を置く鉄道会社である。
沿線自治体などが出資する第三セクター鉄道会社として、旧日本国有鉄道特定地方交通線を引き継いだ鉄道路線である明知線を運営している。地元では明鉄（あけてつ）と略されている。

## 歴史
- 1985年（昭和60年）
  - 5月21日 - 明知鉄道株式会社 設立[5]。
  - 11月16日 - 明知線開業[5]。アケチ1形を5両導入。
- 1987年（昭和62年）8月1日 - イベント列車（寒天列車）運転開始[4]。以後さまざまなイベント列車を運行[4]。
- 1989年（平成元年）4月 - アケチ6形を1両導入。
- 1991年（平成3年）10月28日 - 東野 - 阿木間に飯沼駅開業[6]。
- 1994年（平成6年）12月15日 - 山岡 - 明智間に野志駅開業[6]。
- 1997年（平成9年） - アケチ10形を1両導入。
- 1998年（平成10年）- アケチ10形を2両増備。
- 1999年（平成11年）- アケチ10形を2両増備。
- 1999年（平成11年）10月 - 明智駅が「中部の駅百選」に認定。
- 2001年（平成13年）10月 - 岩村駅が「中部の駅百選」に認定。
- 2004年（平成16年）3月25日 - 腕木式信号機とタブレット・スタフ閉塞方式を廃止[4][7]。特殊自動閉塞方式へ移行[4][7]。
- 2008年（平成20年）12月25日 - 飯羽間 - 岩村間に極楽駅開業[8][9]。
- 2011年（平成23年）3月12日 - 花白駅を花白温泉駅に改称。急行「大正ロマン号」運転開始[10][11]。
- 2012年（平成24年）3月3日 - 日中の一部列車に命名権を導入。
- 2013年（平成25年）6月1日 - つり革広告を一般個人にも開放[12]。
- 2014年（平成26年）7月 - 恵那市の指定管理者となり山岡駅駅舎内の「山岡駅かんてんかん」の運営を開始[13][14]
- 2017年（平成29年）
  - 3月31日 - アケチ6形が運用終了[15]。
  - 4月8日 - アケチ100形を導入[16]。
- 2019年（平成31年）3月16日 - 日本郵便の郵便物等の客貨混載輸送を開始[17][18]。
- 2023年（令和5年）4月 - 恵那市自主運行バス の2路線を受託運行開始[19]。

## 鉄道事業

### 路線
- 明知線 恵那 - 明智（25.1 km・第1種鉄道事業）[1]

なお終点の明知駅は明知鉄道として開業時に町名に合わせて明智駅と改称。このため会社名・線名と終着駅名が異なった表記となっている。

### 車両
2018年4月現在、気動車2形式6両を保有する。なお、開業時に用意された車両は1999年までにすべて廃車されている。

#### 現有車両

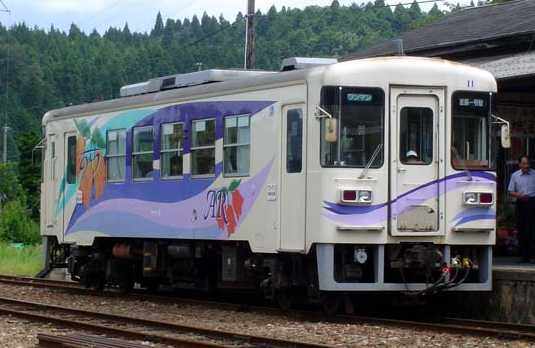
アケチ10形11（2004年、岩村駅）

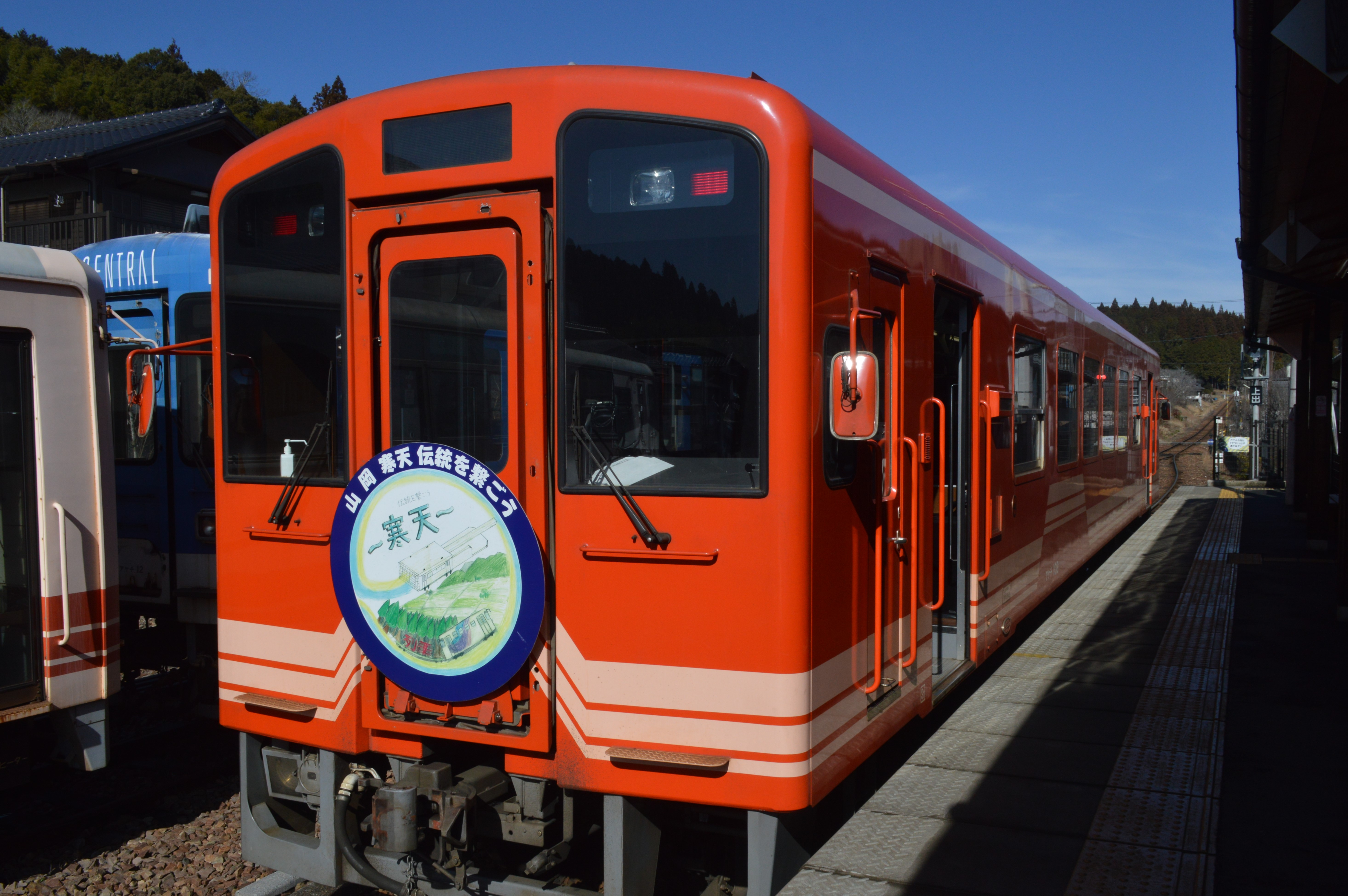
アケチ100形102（2021年、明智駅）

アケチ10形 (10 , 11 , 13 , 14) - 4両

1998年1月に登場したアケチ1形の代替新造車で、従来車がバス車体を基本としたLE-CarIIシリーズであったのに対し、鉄道車両設計のLE-DCシリーズとなっている。車体長15.5mの普通鋼製で、295ps(2100rpm)のディーゼル機関（日産ディーゼル（当時、現「UDトラックス」）PF6HT03）を1基搭載している。急勾配に対応して動力台車は2軸駆動式、砂撒き装置を台車に装備している。富士重工業で、1997年12月に1両 (10)、1998年10月に2両 (11,12)、1999年10月に2両 (13,14) が新製された。車内は、11,12,13号車がセミクロスシート、10,14号車がロングシートでイベント列車での使用に対応するほか、急行「大正ロマン号」では「食堂車」として使用される。
この車両は、地方私鉄向けの標準設計化車両の第1号で、以降、同様の車体を持つ車両が各地の地方私鉄に登場している。
その後、13号車は2012年にロングシート化され車内の化粧板も木目調に、また11号車についても2017年春にロングシート化された。
2018年3月にアケチ102号導入に伴い、ロングシート化されていなかったアケチ12号が廃車になり明智駅構内にてアケチ6号と共に留置されている。
アケチ100形 (101 , 102) - 2両

アケチ13,14以来17年ぶりの新製車として、アケチ6形の置き換えを目的に岐阜県鉄道老朽化施設整備計画により2016年度に導入され、2017年4月8日より運行を開始した。新潟トランシスにて製造されたNDCタイプの標準型車両である。

#### 過去の車両

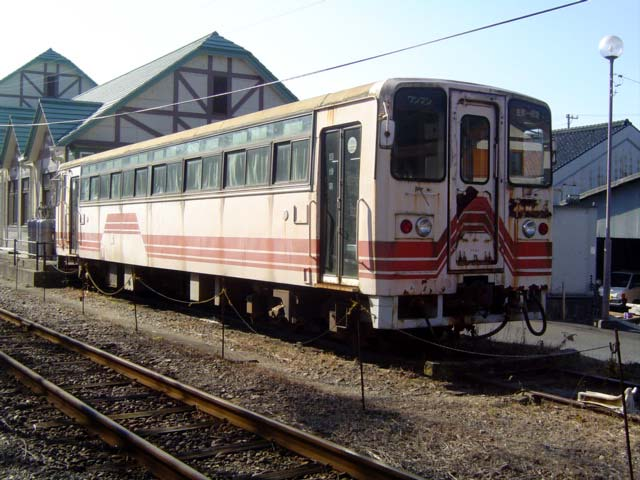
アケチ1形1廃車体（2004年、山岡駅）

アケチ1形 (1 - 5)

1985年の開業時に用意された軽快気動車で、バスの設計を取り入れた富士重工業のLE-Carシリーズ（レールバス）である。急勾配区間に対応するため、動力台車は2軸駆動式としたが、反面、軽量化のため冷房装置の搭載は見送られた。全長は15.5mで、前面は貫通型である。車内はセミクロスシート。アケチ10形の導入により、3が1997年12月、2が1998年11月、1が1998年12月、4,5が1999年10月に廃車となり、形式消滅した。
廃車後は阿木駅・山岡駅に1両ずつ、明智駅に3両留置され、倉庫として活用されていたが、明智駅の留置車両は2005年秋に解体。山岡駅の留置車両は改装の上、2016年7月15日に隣接する山岡駅かんてんかんの森の列車カフェとしてオープンした。
また、明智駅の留置車両は、大正村のトレインマークがついていた。
アケチ6形 (6) - 1両

1989年4月に富士重工業で新製された増備車で、開業時に投入されたアケチ1形とほぼ同形ながら、車内はオールロングシートとなり、冷房装置を搭載した関係で、一部の側窓が固定式となった。
アケチ10形導入後は増結用及び予備車となっていた。アケチ100形の導入に伴い、2017年3月31日をもって運用を終了した。

### 保存車両
明智駅構内に以下の車両が保存されている。
C12 244
明知線などで使用された蒸気機関車 (SL) で、1973年に廃車後、明智小学校で保存されていたが、2013年12月に明智駅構内に移された。当鉄道で車籍を有した経歴は無い。明知線での動態保存運転を目指しており、2015年8月9日には明智駅構内で圧縮空気を動力としてこのC12が運転された。
以後、不定期に下記のヨ18080を連結し乗車体験を行っている。
ヨ18080
日本貨物鉄道（JR貨物）から購入した車掌車。体験乗車に使用中。

### 運賃
大人普通旅客運賃（小児半額・10円未満切り上げ）。2019年10月1日改定。TOICA、manacaなどのICカードは利用できない。
※単位円
| 200 | 東野 |      |      |        |      |      |          |      |      |      |
| 270 | 220  | 飯沼 |      |        |      |      |          |      |      |      |
| 320 | 270  | 200  | 阿木 |        |      |      |          |      |      |      |
| 440 | 370  | 220  | 200  | 飯羽間 |      |      |          |      |      |      |
| 440 | 370  | 270  | 220  | 200    | 極楽 |      |          |      |      |      |
| 490 | 440  | 270  | 220  | 200    | 200  | 岩村 |          |      |      |      |
| 580 | 490  | 370  | 320  | 220    | 220  | 220  | 花白温泉 |      |      |      |
| 580 | 530  | 440  | 320  | 270    | 220  | 220  | 200      | 山岡 |      |      |
| 650 | 620  | 490  | 440  | 370    | 320  | 320  | 220      | 220  | 野志 |      |
| 690 | 650  | 530  | 490  | 440    | 370  | 370  | 270      | 220  | 200  | 明智 |

## その他の事業

### 山岡駅かんてんかん
2014年7月から山岡駅駅舎内に併設されている「山岡駅かんてんかん」の指定管理者となり、レストラン、売店、寒天資料館、オンラインショップを運営している。

### バス事業
2023年4月から恵那市自主運行バスの運行を受託している。
運行路線
- [63] 明智駅 - 安主 - 丸草口 (阿妻＝横通線)
- [64] 明智駅 - 馬木 - 峰山 - 中沢 (明智＝峰山線)